# Ted Leo and the Pharmacists
I Ted Leo and the Pharmacists sono un gruppo musicale rock statunitense.

## Storia del gruppo
Il gruppo è stato fondato a Washington nel 1999 ed è guidato dal cantante e chitarrista Ted Leo, nato in Indiana nel 1970.
La band precedente di Leo, i Chisel, si è sciolta alla fine degli anni '90 e per questo il musicista ha deciso di dedicarsi a un altro gruppo, con cui ha realizzato l'album tej leo(?), Rx / pharmacists, pubblicato nel 1999.
Questo debutto è realizzato come solista; il primo album con una line-up completa è The Tyranny of Distance, pubblicato dalla Lookout! nel 2001.
Nel 2006 la band ha lasciato la Lookout!.
Il quinto disco è uscito per la Touch and Go Records, mentre il sesto nel 2010 per la Matador Records.

## Formazione
Attuale
- Ted Leo - voce, chitarra (dal 1999)
- James Canty - chitarra (2000-2004, dal 2007)
- Chris Wilson - batteria (dal 2002)

Ex membri
- Jodi V.B. - basso (1999-2001)
- Amy Farina - batteria (2000-2001)
- Dorien Garry - tastiere (2002-2004)
- Dave Lerner - basso, cori (2002-2007)
- Marty Key - basso (2007-2001)

## Discografia
Album in studio
- 1999 - tej leo(?), Rx / pharmacists
- 2001 - The Tyranny of Distance
- 2003 - Hearts of Oak
- 2004 - Shake the Sheets
- 2007 - Living with the Living
- 2010 - The Brutalist Bricks
- 2016 - The Hanged Man

EP
- 1999 - Guitar for Jodi
- 2000 - Treble in Trouble
- 2003 - Tell Balgeary, Balgury Is Dead
- 2005 - split con Blueline Medic
- 2005 - Sharkbite Sessions (digitale)
- 2007 - Mo' Living
- 2008 - Rapid Response (digitale)